# José María Fernández-Ladreda
José María Fernández-Ladreda y Menéndez-Valdés (Oviedo, 14 de marzo de 1885-Bobes, Siero, 20 de septiembre de 1954) fue un militar y político español. Fue alcalde de Oviedo entre 1924 y 1926 y ministro de Obras Públicas entre 1945 y 1951.

## Biografía
Era hijo de José Fernández Ladreda Miranda, coronel de Artillería, y de Clara Menéndez Valdés y Estrada. Después de estudiar el bachillerato en su ciudad natal, ingresó en 1903 en la Academia de Artillería de Segovia, de la que se graduó en 1908 con el número tres de su promoción, con el grado de teniente primero. Tras sus estancias en las fábricas de armas de Trubia y Oviedo, el Taller de Precisión y Centro Electrotécnico de Artillería de Madrid y varias empresas industriales privadas de Asturias y Bilbao, obtuvo destino primero en Valladolid y después en Melilla, escenario de un conflicto militar con las cábilas rifeñas de la zona (por su servicio obtuvo la medalla de la campaña de Melilla).
En 1910 fue nombrado profesor ayudante de la Academia de Artillería. Interesado por las ciencias (fruto de sus experiencias durante sus estancias en el prestigioso Laboratorio Químico del Ebro, en Roquetas), inició en la institución militar su colaboración con el capitán Martínez Vivas con el que redactaría varios manuales, algunos de los cuales se convirtieron en libros de texto de la Academia, como Tratado elemental de Química general y aplicada (1912); Pólvoras y explosivos (1915), escrito en colaboración también con el capitán Rojas Freingespán; o Química teórica y experimental (1918). Fue ascendido a capitán en 1914, y al año siguiente fue destinado al Taller de Precisión de Artillería de Madrid, en cuyo laboratorio químico pasó casi cinco años. Allí llevó a cabo numerosos trabajos de
investigación en áreas variadas como granadas de mano, gases asfixiantes, lanzamiento de llamas o aparatos de iluminación y señales. En 1917, junto con el resto de autores de Pólvoras y explosivos, le fue concedida la cruz de primera clase del Mérito Militar con distintivo blanco.
En 1919 fue pensionado por la Junta de Ampliación de Estudios a Estados Unidos. Allí estudió en la sección metalúrgica del National Bureau of Standards, así como en las universidades de Columbia y Nueva York, centrándose en cuestiones técnicas de electromecánica práctica e industrial. A su vuelta, solicitó la excedencia en el Ejército. Completó su formación con estancias en Francia y Alemania y en 1924 se licenció en Ciencias Químicas por la Universidad de Oviedo, con la calificación de sobresaliente. El mismo año contrajo matrimonio con Carmen García San Miguel y Uría, hija de los
marqueses de Teverga. En noviembre de ese año, en plena Dictadura de Primo de Rivera fue nombrado alcalde de Oviedo por el dictador, pero en septiembre de 1926 presentó su dimisión cuando arreciaba el conflicto entre sus antiguos compañeros del arma de Artillería y el dictador. Durante su gestión municipal se ejecutaron diversas obras de infraestructura. En 1927 volvió al servicio activo en el Ejército, con el grado de 
comandante, al tiempo que redactaba varios trabajos sobre química, electroanálisis y metalurgia. En 1928 obtuvo el doctorado en Ciencias Químicas y publicó Las propiedades físicas de los latones.
Después de la proclamación de la Segunda República Española se encontró nuevamente en situación de excedencia militar. Entonces se volcó en política organizando la organización asturiana de Acción Popular (AP), que posteriormente sería el núcleo de la CEDA, partido con el que fue elegido diputado por Oviedo en las elecciones de 1933 y 1936. A pesar del oficial accidentalismo de AP primero y de la CEDA después, Fernández-Ladreda mantuvo abiertamente su posicionamiento monárquico. De hecho, la rama asturiana de la CEDA fue una de las organizaciones más comprometicas con el retorno de la monarquía a España. En verano de 1934, se hizo con la dirección de El Carbayón, el diario asturiano de más tirada que, hasta entonces había seguido una línea enraizada en el catolicismo social. Al frente del diario, Fernández-Ladreda hizo una cobertura agresiva y partidista de la fracasada revolución de octubre de 1934 y de la subsiguiente represión. Como otros líderes de la derecha asturiana, Fernández-Ladreda reclamó un escarmiento ejemplar de los revolucionarios. También colaboró durante este período con la revista antirrepublicana Acción Española.
El golpe de Estado del 18 de julio de 1936 le sorprendió en Oviedo, donde se impusieron los sublevados dirigidos por el coronel Aranda. Cuando la ciudad fue sitiada por tropas y milicias republicanas que intentaban acabar con la sublevación, se puso a las órdenes de Aranda, organizando un batallón de voluntarios para la defensa de la localidad. Durante la Guerra Civil desempeñó diversos cargos técnicos, como el de director de la fábrica de armas de La Coruña, jefe de Fabricación de Asturias, desde donde impulsó la producción de las minas de carbón, o el de miembro de la Comisión Militar de Incorporación y Movilización Industrial de Asturias. En 1937 fue ascendido a teniente coronel y a coronel en 1939. Finalizado el conflicto, en octubre de 1939, fue nombrado jefe de la Sección de Armamento y Material de la Dirección General de Industrias del Ministerio del Ejército y, en 1940, director de la fábrica de armas de La Vega en Oviedo. En 1943 fue ascendido a general de Brigada del Cuerpo de Ingenieros de Armamento y Construcción del Ejército, así como a Inspector de Ingenieros y director de la Escuela Politécnica del Ejército.
Desde 1943 hasta su muerte en 1954 fue procurador en Cortes, por designación del Jefe del Estado. En julio de 1945 fue nombrado ministro de Obras Públicas al constituirse el quinto gobierno de la dictadura franquista. Con el fin de la guerra en Europa, y la derrota del Eje, Franco renovó su gobierno eliminando a los elementos más identificados con nazismo, y mostrando un perfil más católico, si bien manteniendo el equilibrio entre las facciones católica y falangista. Fernández-Ladreda, antiguo dirigente de la CEDA y miembro de la Asociación Católica de Propagandistas (ACdP), entró en el gobierno como miembro de la rama católica del mismo, y se mantuvo en el cargo hasta el fin de dicho gobierno en julio de 1951. Meses después fue nombrado vicepresidente primero de las Cortes. En 1952 fue nombrado director general de Material y Armamento del Ministerio del Ejército, vocal del Patronato Juan de la Cierva del CSIC y presidente de Honor de la Asociación Nacional de Químicos de España.
Casado desde 1924 con Carmen García San Miguel, tuvo cuatro hijos (Fernando, José María, Victoriano y Carmen).

## Reconocimientos
En 1950 solicitó la rehabilitación del título de conde de San Pedro, que le fue concedida. Desde entonces, hasta su muerte, ostentó dicho título. En 1953 le fue concedido el premio Daoíz.
Era hijo predilecto de Asturias, e hijo adoptivo de diversas localidades, como Gijón,Vegadeo, Salas, Grado, Candás, Logroño, Segovia o Nájera población donde llegó a desarrollar una labor intensa fundando incluso el equipo de futbol que llevaría el nombre de la localidad .

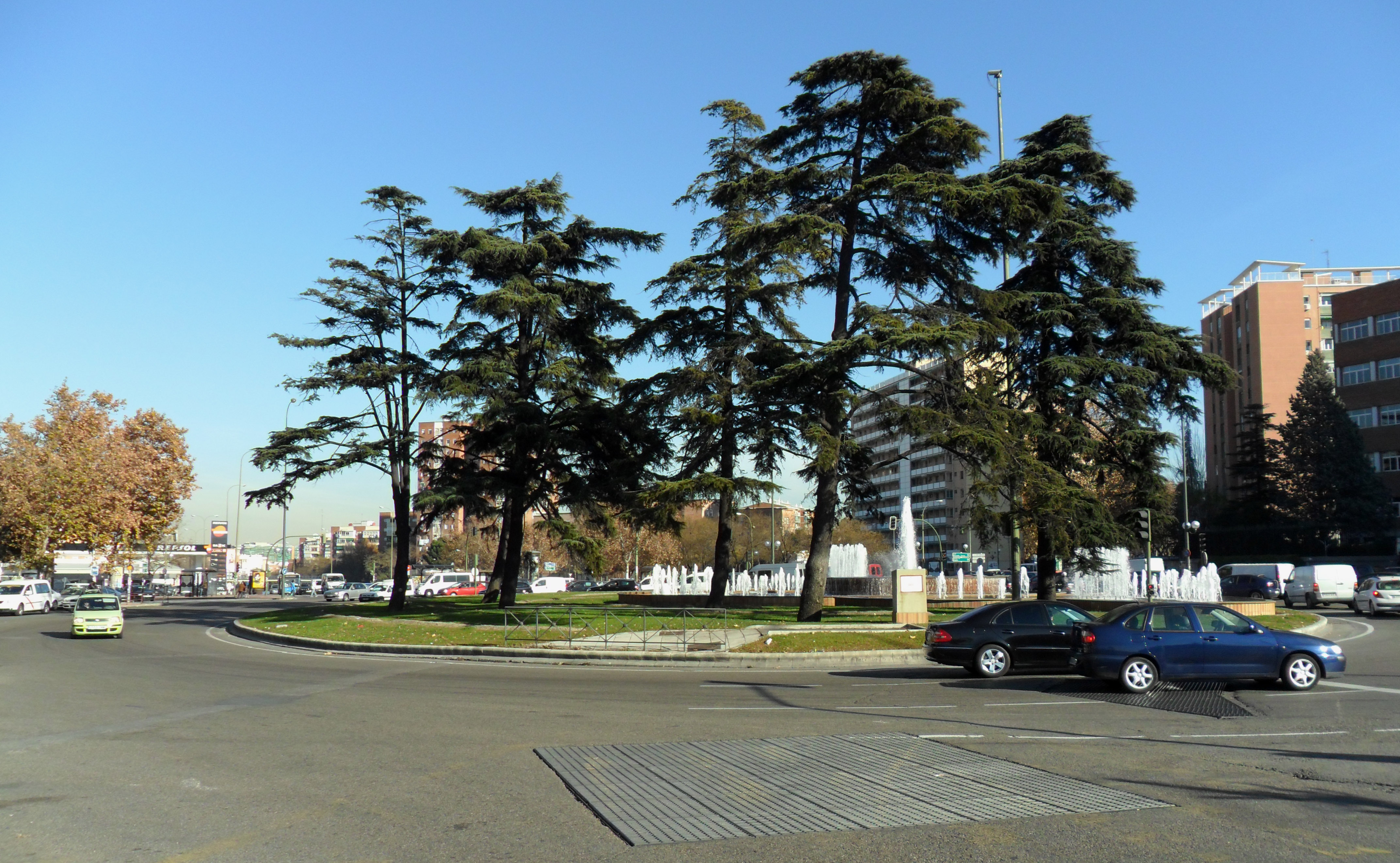
Plaza de Fernández-Ladreda (plaza Elíptica), en Madrid.

Asimismo, se utilizó su nombre para nombrar vías públicas, de nuevo trazado o ya existentes, en numerosas localidades españolas. La razón fundamental fue su condición de ministro de Obras Públicas, ya que los funcionarios municipales consideraban que el agasajo al ministro podía favorecer la ejecución de inversiones por parte del ministerio en sus municipios («gustaba especialmente de esta deferencia, en esa época otros ministros tenían una proyección idéntica y su nombre no figura en tantas calles, por lo que la hipótesis de trabajo es que dejaba caer a los respectivos alcaldes que ese reconocimiento será un paso muy positivo para conseguir la obra solicitada, era un procedimiento no excesivamente raro en el franquismo»). Sin embargo, una vez finalizada la dictadura, su presencia fue desapareciendo del callejero. Diversos municipios asturianos lo hicieron durante los primeros años tras la muerte del dictador. Gijón lo hizo en 1990. Tras la aprobación de la Ley de Memoria Histórica en 2007, se dio una nueva ola de retiradas, no sin polémica: Candás en 2009, Arrecife, Madrid en 2015, y Segovia en 2016. Conservan todavía vías con la denominación Fernández-Ladreda León, Valladolid o Cádiz.
La Medalla de Oro al Mérito en el Trabajo le fue retirada el 27 de octubre de 2022.